# Cascada de Skakavac
Skakavac (en bosnio: Vodopad Skakavac) es una cascada situada a 12 kilómetros de Sarajevo, la capital del país europeo de Bosnia y Herzegovina. Su altura es de unos 98 metros.
La cascada es una de las más grandes y más atractivas en Bosnia y Herzegovina y representa un verdadero atractivo turístico. La cascada es de 98 metros de altura y está situada en un paisaje de excepcional belleza. El entorno es una de las zonas más heterogéneas en la región, dominada por el pino y el abeto y bosques de hayas.